# توشییا سویوشی
توشییا سویوشی (انگلیسی: Toshiya Sueyoshi؛ زادهٔ ۱۸ نوامبر ۱۹۸۷) بازیکن فوتبال اهل ژاپن است.
از باشگاه‌هایی که در آن بازی کرده‌است می‌توان به باشگاه فوتبال آویسپا فوکوئوکا، باشگاه فوتبال ساگان توسو، و باشگاه فوتبال آویسپا فوکوئوکا اشاره کرد.